# Pyrrhopyge infantilis
Espèce
Pyrrhopyge infantilis est une espèce de lépidoptères (papillons) de la famille des Hesperiidae, de la sous-famille des Pyrginae, de la tribu des Pyrrhopygini et du genre Pyrrhopyge.

## Dénomination
Pyrrhopyge infantilis a été nommé par Herbert Druce en 1908.

### Nom vernaculaire
Pyrrhopyge infantilis se nomme Infant Firetip en anglais.

### Sous-espèces
- Pyrrhopyge infantilis infantilis; présent au Pérou
- Pyrrhopyge infantilis agala Evans, 1951; présent en Bolivie[1].

## Description
Pyrrhopyge infantilis est un papillon au corps trapu noir à tête rouge.
Les ailes sont de couleur bleu gris avec une frange blanche et sur le revers les ailes postérieures présentent une partie basale blanche veinée de gris.

## Écologie et distribution
Pyrrhopyge infantilis est présent au Pérou et en Bolivie,.

### Protection
Pas de statut de protection particulier.